# جيمس ماكغراث (سياسي)
جيمس ماكغراث هو كاتب عدل ‏ وسياسي أسترالي، ولد في 14 مايو 1974 في توومبا في أستراليا. نشط حزبياً في الحزب الوطني الليبرالي في كوينزلاند. وقد انتخب عضو مجلس الشيوخ الأسترالي ‏ عن دائرة كوينزلاند ‏ وقد انضم خلال فترته النيابية (1 يوليو 2014 – ) للكتلة البرلمانية كتلة الائتلاف ‏.